# ديسرايلي لوفاديجو
ديسرايلي لوفاديجو (بالإنجليزية: Disraeli Lufadeju)‏ مواليد 5 مارس 1992 في نيو برونزويك، نيوجيرسي، الولايات المتحدة، هو لاعب كرة سلة بريطاني. بدأ مسيرته الاحترافية في سنة 2013. يلعب مع وستر وولفز في دوري كرة السلة البريطاني كلاعب هجوم خلفي. يبلغ طوله 6 قدم 1 بوصة (1.9 م).